# 高倉盛有
高倉 盛有（たかくら もりあり）は、江戸時代中期の弘前藩士。

## 略歴
弘前藩家老・高倉盛宥の嫡男として誕生。
宝暦10年（1760年）、父・盛宥より家督800石を相続し、大寄合となる。明和7年（1770年）に馬廻二番頭与力預かりとなった。
安永3年（1774年）、死去。